# Artamidae
Artamidae este o familie de păsări paseriforme întâlnită în Australia, regiunea Indo-Pacifică și Asia de Sud. Aceasta include 24 de specii existente în șase genuri și trei subfamilii: Peltopsinae (cu un singur gen, Peltops), Artaminae (cu un singur gen Artamus) și Cracticinae (cu cinci genuri). Artamidele obișnuiau să fie monotipice, conținând doar rândunelele de pădure, dar a fost extinsă pentru a include familia Cracticidae în 1994. Cu toate acestea, unii autori încă tratează cele două ca familii separate.

## Taxonomie și sistematică
Familia Artamidae a fost introdusă de zoologul irlandez Nicholas Aylward Vigors în 1825. Artamidele fac parte din superfamilia Malaconotoidea, o linie răspândită în Australasia și formată dintr-o mare diversitate de păsări cântătoare omnivore și carnivore. Familia Artamidae a fost împărțită de-a lungul timpului în două subfamilii. Cu puține studii și dispute privind includerea Cracticidae în familia Artamidae, se pare că acestea au fost plasate în această poziție comună respectivă din lipsă de dovezi sau cunoștințe. Jerome Fuchs și colegii săi au analizat pe larg ADN-ul mitocondrial și nuclear al familiei artamidelor. Rezultatele au sugerat că grupul ar fi putut exista în Australasia de 33,7 până la 45 de milioane de ani, datând de la sfârșitul Eocenului.

### Specii
Există trei subfamilii cu șase genuri și 24 de specii.
- Subfamilia Peltopsinae:
  - Genul Peltops
    - Peltops montanus
    - Peltops blainvillii
- Subfamilia Cracticinae:
  - Genul Melloria
    - Melloria quoyi

  - Genul Gymnorhina
    - Gymnorhina tibicen

  - Genul Cracticus
    - Cracticus torquatus
    - Cracticus argenteus
    - Cracticus mentalis
    - Cracticus nigrogularis
    - Cracticus cassicus
    - Cracticus louisiadensis

  - †Genul Kurrartapu (Miocen timpuriu)
    - K. johnnguyeni

  - Genul Strepera
    - Strepera graculina
    - Strepera fuliginosa
    - Strepera versicolor
- Subfamilia Artaminae:
  - Genul Artamus
    - Artamus fuscus
    - Artamus mentalis
    - Artamus monachus
    - Artamus maximus
    - Artamus leucorynchus
    - Artamus insignis
    - Artamus personatus
    - Artamus superciliosus
    - Artamus cinereus
    - Artamus cyanopterus
    - Artamus minor

## Galerie

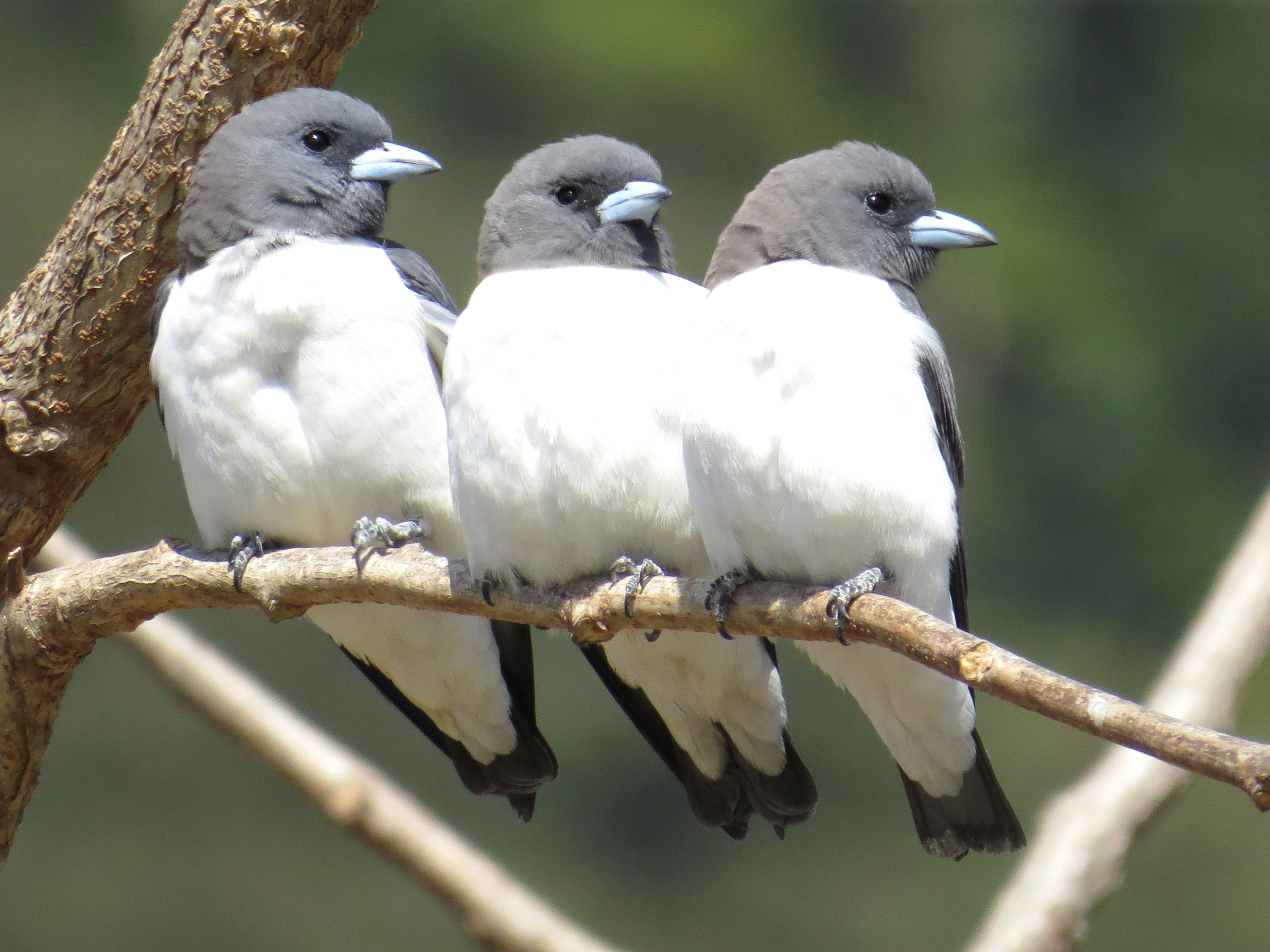
Artamus leucorynchus
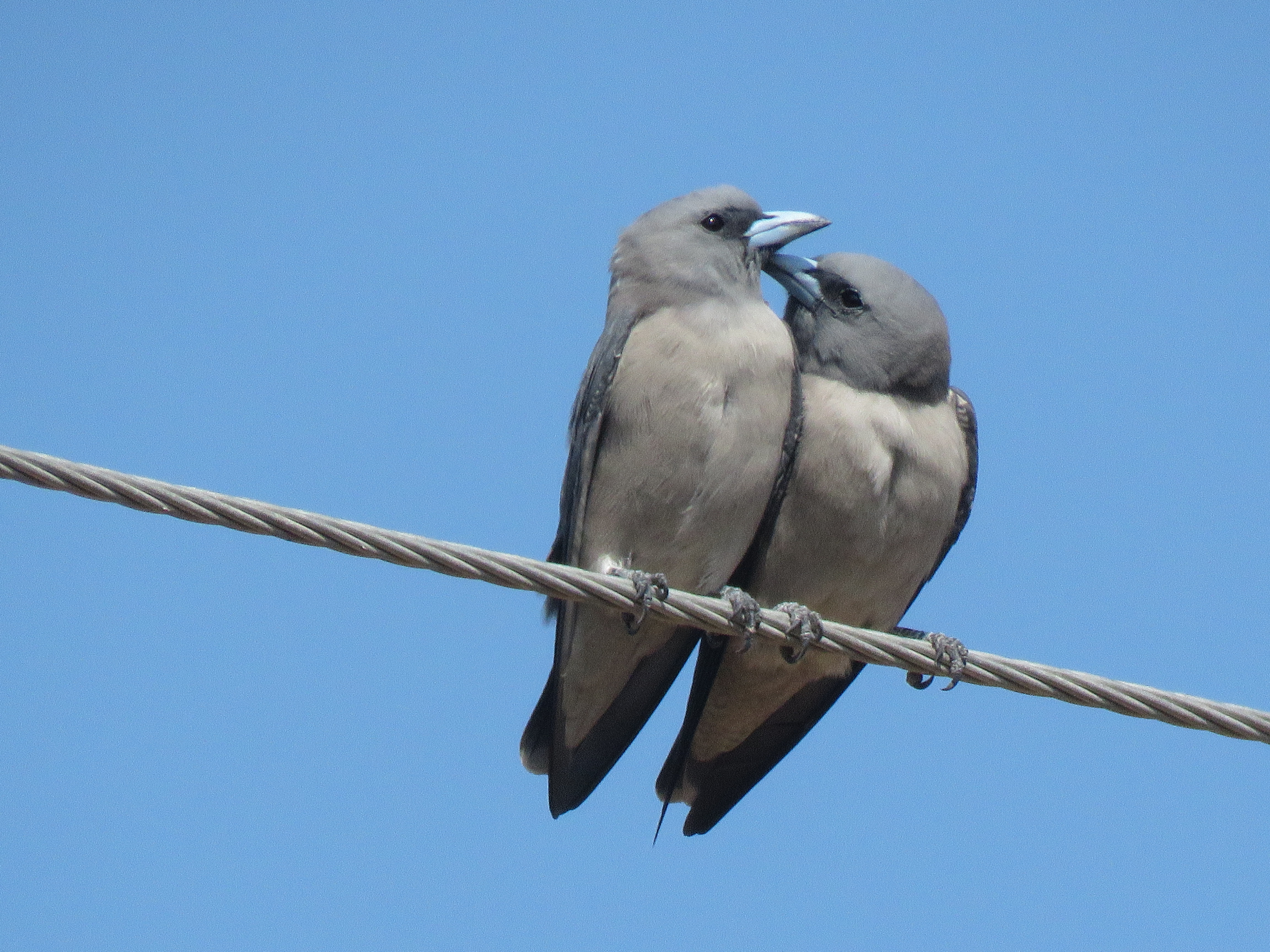
Artamus fuscus
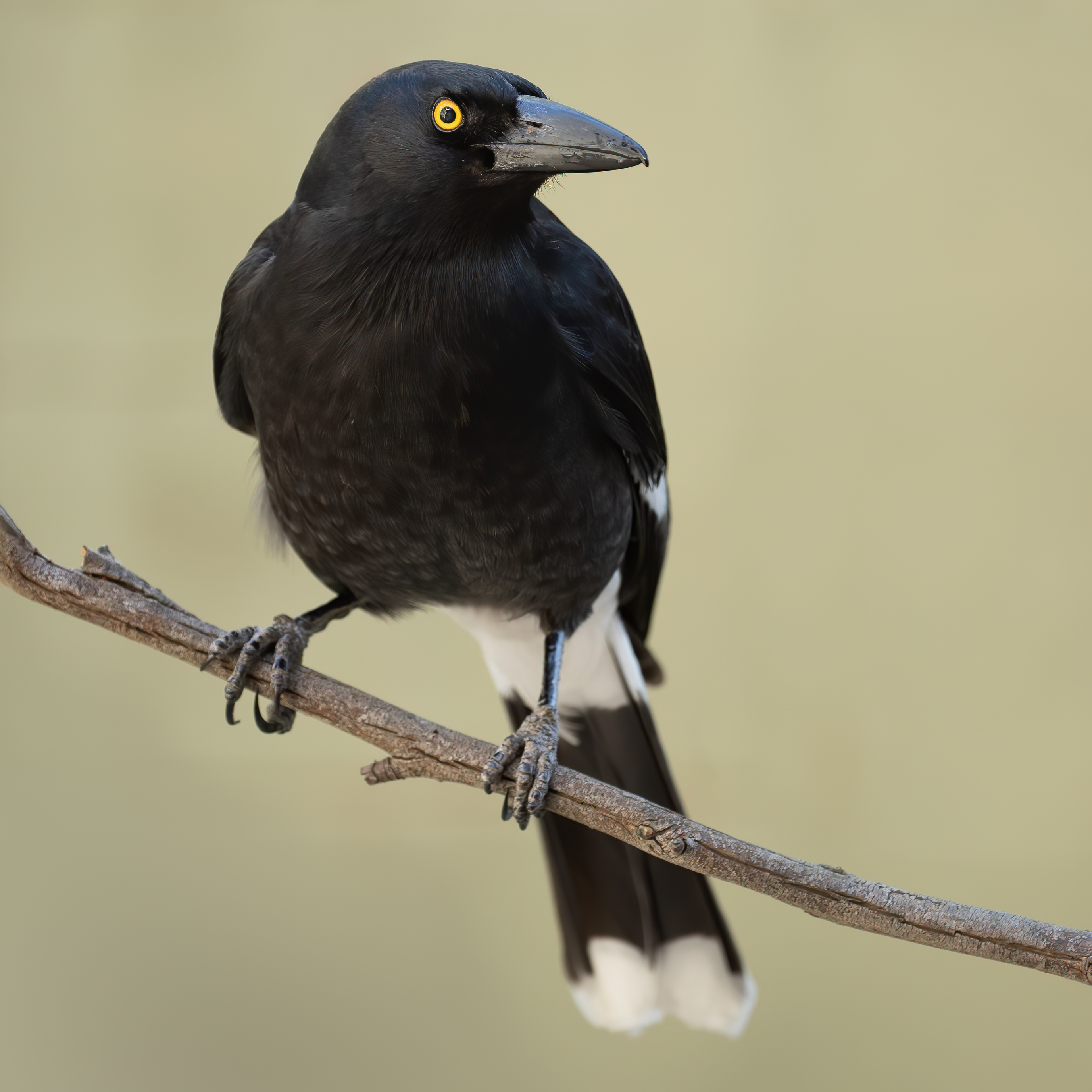
Strepera graculina
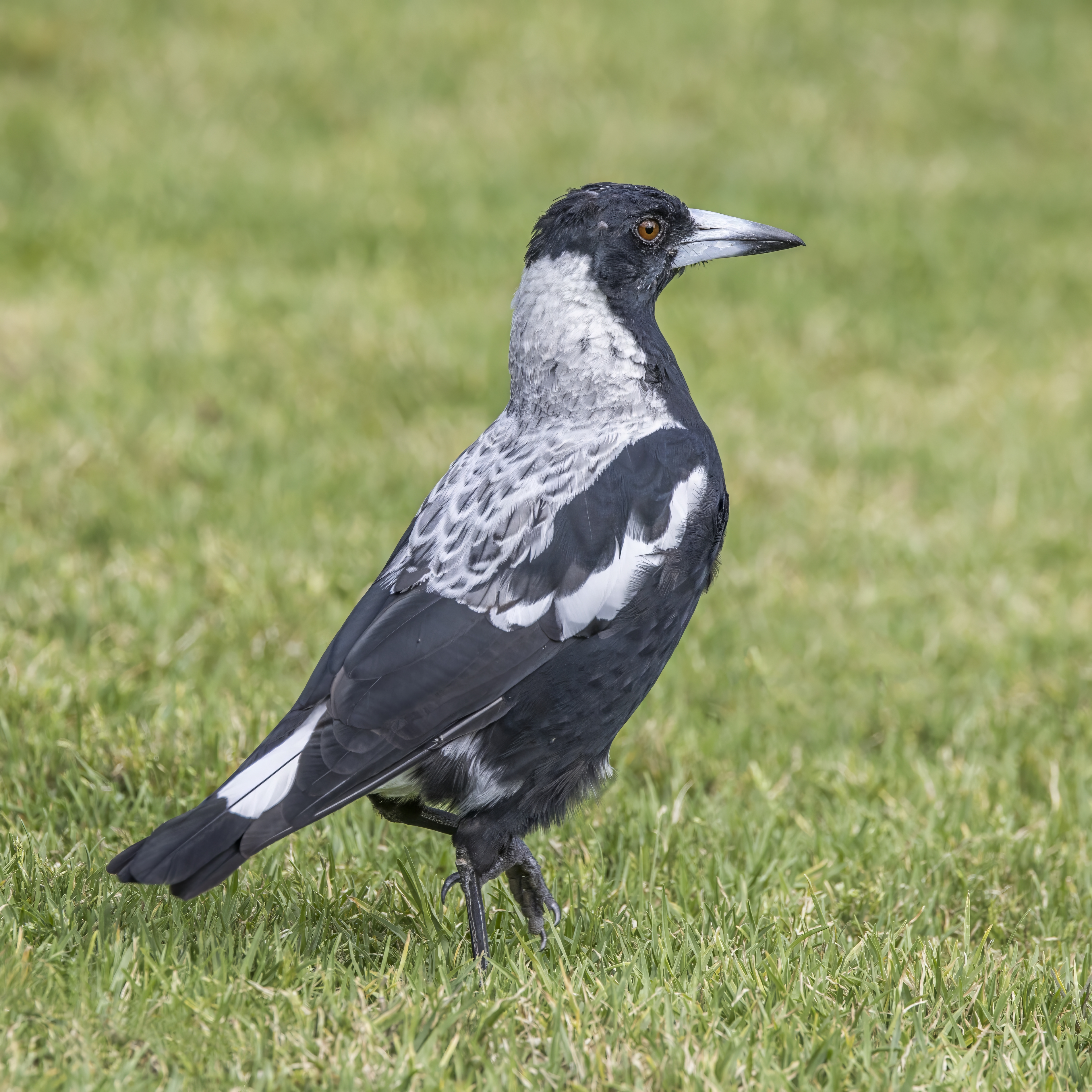
Gymnorhina tibicen
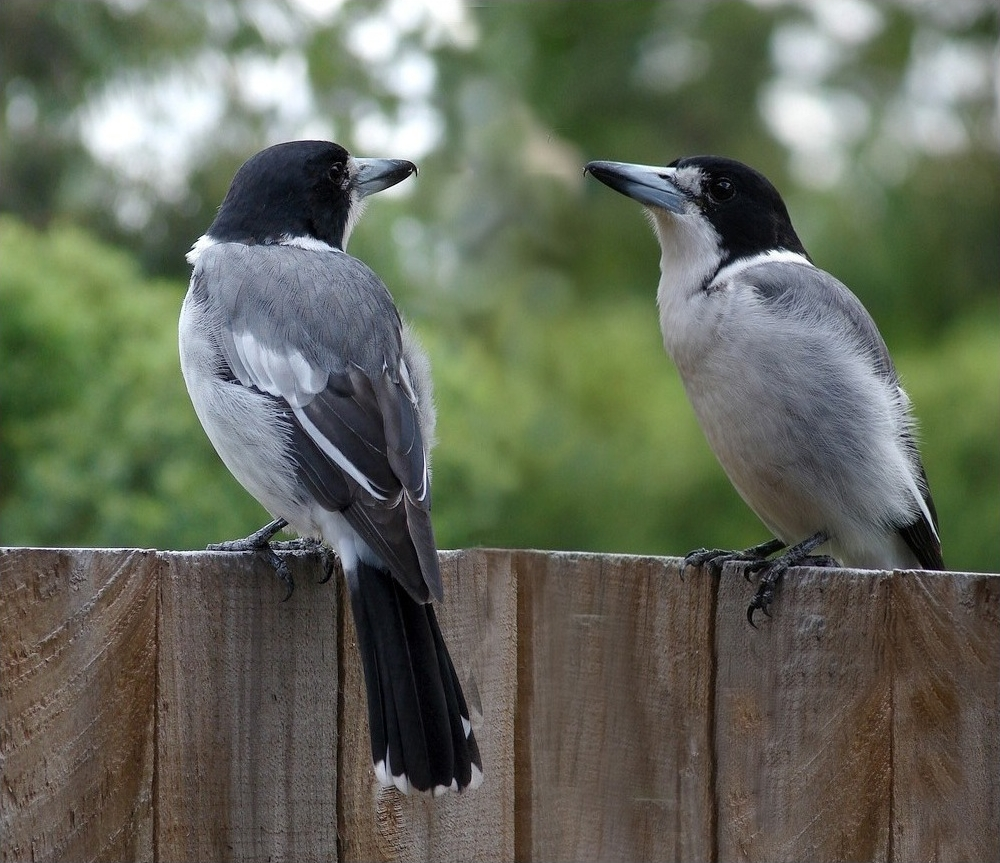
Cracticus torquatus